# Campeonato Europeo de Rugby League 1938
El Campeonato Europeo de Rugby League de 1938 fue la cuarta edición del principal torneo europeo de Rugby League.

## Equipos
- Francia
- Gales
- Inglaterra

## Posiciones
| Equipo     | Encuentros | Encuentros | Encuentros | Encuentros | Tantos  | Tantos    | Tantos     | Puntos |
| Equipo     | jugados    | ganados    | empatados  | perdidos   | a favor | en contra | diferencia | Puntos |
| ---------- | ---------- | ---------- | ---------- | ---------- | ------- | --------- | ---------- | ------ |
| Gales      | 2          | 2          | 0          | 0          | 25      | 8         | +17        | 4      |
| Inglaterra | 2          | 1          | 0          | 1          | 23      | 12        | +11        | 2      |
| Francia    | 2          | 0          | 0          | 2          | 7       | 35        | -28        | 0      |

Nota: Se otorgan 2 puntos al equipo que gane un partido, 1 al que empate y 0 al que pierda.
|  | Campeón |

## Resultados
| 29 de enero | Inglaterra | 6 - 7 | Gales |  |  |

| 20 de marzo | Francia | 5 - 17 | Inglaterra |  |  |

| 2 de abril | Gales | 18 - 2 | Francia |  |  |

| Bandera de Gales |
| Campeón Gales    |
| Tercer título    |